# Álvaro Obregón, San Fernando
Álvaro Obregón är en ort i Mexiko.   Den ligger i kommunen San Fernando och delstaten Chiapas, i den sydöstra delen av landet, 700 km öster om huvudstaden Mexico City. Álvaro Obregón ligger 867 meter över havet och antalet invånare är 1 126.
Terrängen runt Álvaro Obregón är kuperad. Runt Álvaro Obregón är det mycket tätbefolkat, med 1 573 invånare per kvadratkilometer. Närmaste större samhälle är Tuxtla Gutiérrez, 12,6 km sydost om Álvaro Obregón. I omgivningarna runt Álvaro Obregón växer huvudsakligen savannskog.